# Velká cena Austrálie silničních motocyklů

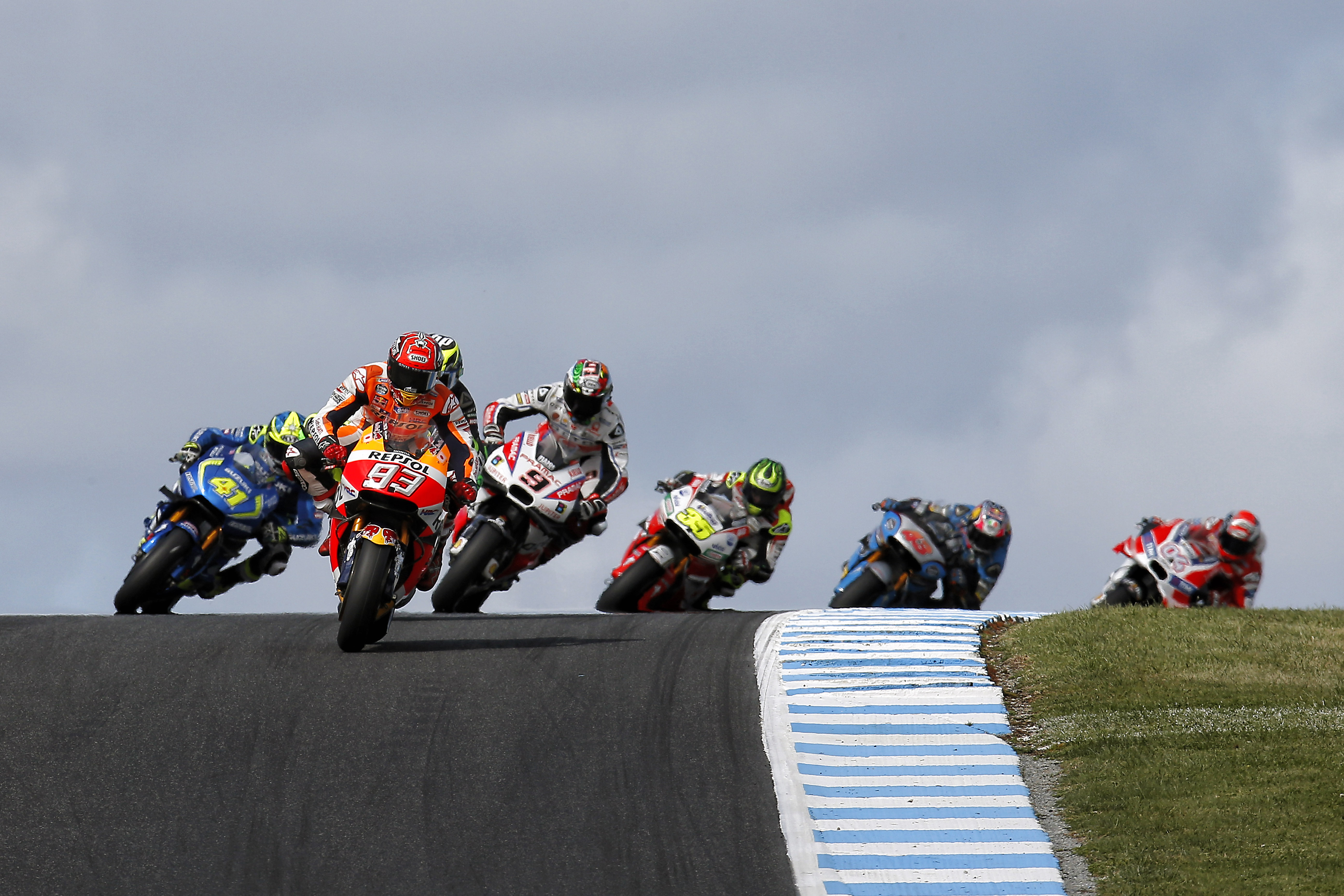
Fotografie ze závodu

Velká cena Austrálie silničních motocyklů je motocyklový závod, který je součástí mistrovství světa silničních motocyklů jako součást Prix silničních motocyklů závodní sezóny.
To se koná každý rok se na scénické Phillip Island.

## Vítězové Grand Prix silničních motocyklů - Austrálie
| Rok  | Trať             | 125 cc           | Moto2            | MotoGP          | Report |
| ---- | ---------------- | ---------------- | ---------------- | --------------- | ------ |
| 2011 | Motorland Aragon | Sandro Cortese   | Alex de Angelis  | Casey Stoner    | Report |
| 2010 | Motorland Aragon | Marc Márquez     | Alex de Angelis  | Casey Stoner    | Report |
| Rok  | Trať             | 125 cc           | 250 cc           | MotoGP 500 cc   | Report |
| 2009 | Phillip Island   | Julián Simón     | Marco Simoncelli | Casey Stoner    | Report |
| 2008 | Phillip Island   | Mike di Meglio   | Marco Simoncelli | Casey Stoner    | Report |
| 2007 | Phillip Island   | Lukáš Pešek      | Jorge Lorenzo    | Casey Stoner    | Report |
| 2006 | Phillip Island   | Alvaro Bautista  | Jorge Lorenzo    | Marco Melandri  | Report |
| 2005 | Phillip Island   | Thomas Lüthi     | Daniel Pedrosa   | Valentino Rossi | Report |
| 2004 | Phillip Island   | Andrea Dovizioso | Sebastian Porto  | Valentino Rossi | Report |
| 2003 | Phillip Island   | Andrea Ballerini | Roberto Rolfo    | Valentino Rossi | Report |
| 2002 | Phillip Island   | Manuel Poggiali  | Marco Melandri   | Valentino Rossi | Report |
| 2001 | Phillip Island   | Jóiči Ui         | Daidžiró Kató    | Valentino Rossi | Report |
| 2000 | Phillip Island   | Masao Azuma      | Olivier Jacque   | Max Biaggi      | Report |
| 1999 | Phillip Island   | Marco Melandri   | Valentino Rossi  | Tadajuki Okada  | Report |
| 1998 | Phillip Island   | Masao Azuma      | Valentino Rossi  | Michael Doohan  | Report |
| 1997 | Phillip Island   | Noboru Ueda      | Ralf Waldmann    | Àlex Crivillé   | Report |
| 1996 | Eastern Creek    | Garry McCoy      | Max Biaggi       | Loris Capirossi | Report |
| 1995 | Eastern Creek    | Haručika Aoki    | Ralf Waldmann    | Michael Doohan  | Report |
| 1994 | Eastern Creek    | Kazuto Sakata    | Max Biaggi       | John Kocinski   | Report |
| 1993 | Eastern Creek    | Dirk Raudies     | Tecuja Harada    | Kevin Schwantz  | Report |
| 1992 | Eastern Creek    | Ralf Waldmann    | Luca Cadalora    | Michael Doohan  | Report |
| 1991 | Eastern Creek    | Loris Capirossi  | Luca Cadalora    | Wayne Rainey    | Report |
| 1990 | Phillip Island   | Loris Capirossi  | John Kocinski    | Wayne Gardner   | Report |
| 1989 | Phillip Island   | Àlex Crivillé    | Sito Pons        | Wayne Gardner   | Report |